# San Fernando (Masbate)
San Fernando (Bayan ng San Fernando) är en kommun i Filippinerna. Kommunen tillhör provinsen Masbate och ligger på ön med samma namn. Folkmängden uppgår till 23 057 invånare år 2015.

## Barangayer
San Fernando delas in i 26 na barangayer.
| - Altavista - Benitinan - Buenasuerte - Buenavista - Buenos Aires - Buyo - Cañelas - Corbada - Daplian - Del Rosario - Ipil - Lahong - Lumbia | - Magkaipit - Minio - Pinamoghaan - Baybaydagat Pob. (District 1) - Silangan Pob. (District 2) - Magsasaka Pob. (District 3) - Bayanihan Pob. (District 4) - Progreso - Resurreccion - Salvacion - Sowa - Talisay - Valparaiso |